# Estación de Cornes
La estación de Cornes, también conocida como Cornes-Santiago, fue la terminal de viajeros de Santiago de Compostela hasta la inauguración de la actual estación en 1943.
La primera estación se inauguró en septiembre de 1873 como una de las dos cabeceras de la primera línea de ferrocarril de Galicia, conocida popularmente como «La Compostelana», entre Carril (hoy parte del municipio de Villagarcía de Arosa) y Conxo (hoy un barrio de Santiago de Compostela), y consistía en un pequeño edificio de madera de una sola planta que se esperaba que fuera provisional. A pesar de esto, la estación se mantuvo en funcionamiento durante casi 50 años, recibiendo continuas críticas derivadas de la falta de espacio y la lejanía al centro de la ciudad.
No fue hasta 1920 que se levantó el edificio actual, de dos plantas y realizado con muros de mampostería, ladrillo y hormigón. Cinco años más tarde, el municipio de Conxo paso a incorporarse al de Santiago de Compostela. En abril de 1943, como parte de la línea Zamora-La Coruña, se inauguró la actual estación de tren que sirve a la capital gallega. Tras esto, la antigua terminal pasó a ser exclusivamente de mercancías. Con el paso de los años, la estación dejó de funcionar y el edificio cayó en el abandono, hasta que en 2009 fue rehabilitado como centro para asociaciones vecinales.